# The Sugarcubes
The Sugarcubes (isländska: Sykurmolarnir) var en isländsk popgrupp. The Sugarcubes, som bildades 1986, växte fram på en mycket aktiv kulturscen i Reykjavik i mitten av 1980-talet och gruppen ville med sin musik och sina framträdanden driva med den etablerade musikvärlden och de klyschor som denna sades innehålla. Gruppen blev mycket känd såväl nationellt som internationellt. Gruppen och projektet upplöstes 1992, men förenades tillfälligt för en välgörenhetskonsert på Laugardalshöll arena i Reykjavik den 17 november 2006.

## Medlemmar
- Björk Guðmundsdóttir, sång
- Einar Örn Benediktsson, sång, trumpet
- Þór Eldon gitarr
- Einar Melax, keyboard
- Margrét Örnólfsdóttir, keyboard
- Bragi Ólafsson, bas
- Sigtryggur Baldursson, trummor

## Diskografi
- 1988 - Life's Too Good
- 1989 - Here Today, Tomorrow Next Week!
- 1992 - Stick Around for Joy med sången Hit
- 1992 - It's-It (remixalbum)
- 1998 - The Great Crossover Potential (samlingsalbum)